# 1987 Голяма награда на Австралия
1987 Голяма награда на Австралия е 3-тото състезание за Голямата награда на Австралия и шестнадесети, последен кръг от сезон 1987 във Формула 1. Провежда се на 15 ноември 1987 година на пистата Аделейд в Австралия.

## Репортаж
Преди началото на Гран При на Австралия, Уилямс и Нелсън Пикет са си гарантирали титлите при конструкторите и при пилотите, като последното е решено в уикенда за Гран При на Япония. За Пикет това е последното състезание за отбора, който се състезава още през миналия сезон, след като от следващата година ще заеме мястото на неговия сънародник Аертон Сена в Лотус. Сена ще се състезава за Макларън през 1988, като двигателите Хонда ще бъдат техни доставчици. Тео Фаби също ще участва за неговото последно ГП и от следващия сезон ще кара в Америка.
Герхард Бергер с Ферари стартира от пол-позиция за четвърти път в своята кариера. До него е Ален Прост с Макларън, следвани от бразилците Нелсън Пикет и Аертон Сена. След тях са Тиери Бутсен, Микеле Алборето, Рикардо Патрезе (който е заместник на Найджъл Менсъл, след като британецът претърпя тежък инцидент по време на тренировките за ГП на Япония), Стефан Йохансон, Тео Фаби и Андреа де Чезарис. Мястото на Патрезе в Брабам е заето от шампиона във Формула 3000 – Стефано Модена.
Пикет прави добър старт, като изпреварва Бергер и Прост към първия завой, преди австриецът да си върне позицията в подхода към завой номер три. Алесандро Нанини забива своето Минарди в бетонната стена и става първата жертва в състезанието. В края на първата обиколка класирането е Бергер, Пикет, Сена, Прост, Алборето, Патрезе, Фаби, Йохансон, де Чезарис и Еди Чийвър. Две обиколки по-късно Прост изпреварва Сена за третата позиция. Алборето е следващият, който изпреварва Лотус-а на бразилеца и е вече четвърти. След 17 обиколки разликата между водача в състезанието Бергер и втория Пикет е 7,2 секунди, като Прост е на 1,3 зад Уилямс-а, и Алборето на секунда от Макларън-а на французина. Стефано Модена е първият, който посети бокса в същата обиколка. Той излиза пред намиращия се на обиколка повече Герхард Бергер и Модена дава път на австриеца, след като предна дясна гума преминава през целия бордюр. Мартин Брандъл получава повреда по своя двигател, ставайки третата жертва на състезанието, след Нанини и Филип Стрейф, който се завърта в 6-ата обиколка. Сънародникът му Дерек Уорик също го последва обиколка по-късно с проблеми с трансмисията на неговия Ероуз, като е 11-и зад Лижие-то на Рене Арну. Стефан Йохансон, който кара за последен път с отбора на Макларън, изпреварва Рикардо Патрезе за 6-ата позиция, даваща точка. Обиколка по-късно шведът записва и най-бърза обиколка с време 1:22.561. Пикет и Прост се озовават зад двете коли на Лола, управлявани съответно от Яник Далмас и Филип Алио. Далмас е проблем за Пикет и Прост, но Алио задържа Макларън-а на французина след края на правата Брабам. Със Сена, наближавайки групата пред него, битката за втора позиция става все по-интересна. Още по-интересно става, след като Прост излиза от шикана в опита си за задмине Лола-та на Филип Алио, което дава шанс на Алборето да се доближи заедно с жълтия Лотус на Сена. Пилотите на Бенетон Тиери Бутсен и Тео Фаби са заедно към правата Брабам (съответно 8-и и 18-и) преди белгиецът да излезе от трасето, след като не прецени точката за спиране. Междувременно Пикет спира в началото на 35-ата обиколка за смяна на гуми и се озова зад групата, водена от Прост, Алборето (с най-бърза обиколка с време 1:21.689), Сена и намиращия се на почти две секунди Йохансон. Обиколка по-късно Прост прави най-бърз тур с време 1:21.631, докато Патрезе също спира за смяна за гуми. В 42-рата обиколка Сена прави вълнуващо двойно изпреварване срещу Алборето и Прост и излиза на втора позиция, след като последните двама са задържани от Рене Арну. Прост се опитва да изпревари Ферари-то на Алборето на правата Брабам, но силата на двигателя Ферари помага на италианеца да задържи позицията си. В края на 46-ата обиколка класирането е: Бергер, Сена, Алборето, Прост, Йохансон, Пикет, Бутсен, Патрезе, Чийвър и оцелелият Закспийд на Кристиан Данер. Две обиколки по-късно Йохансон преполови своето участие с повреда по спирачките на своя Макларън. Пет обиколки по-късно и съотборникът му Прост също отпада след прекалено много блокиране на спирачките, което е причина и на отпадането на Йохансон. Бергер продължава да води, въпреки че долната дясна част на Ферари-то докосва асфалта, което води и до появяващите се искри, когато преминава правата Брабам. Това обаче не го забавя и въпреки че Сена го доближава, австриеца запазва първата позиция до края на състезанието. С отпадането на Нелсън Пикет, Джонатан Палмър излиза на шеста позиция, даваща точка, като е и водач на 3,5 литровия клас. И втората кола на „Уилямс“, управлявана от Рикардо Патрезе, също напуска състезанието, макар че е класирана в края на състезанието. Това прати Палмър и Далмас с позиция напред. Бергер е безпогрешен през цялото състезание и печели за втори пореден път и трети в своята кариера. Сена завършва втори, преди да бъде дисквалифициран след направената проверка, в която в неговия Лотус са използвани уголемени спирачки. Така Алборето (класиран 2-ри), Бутсен (класиран 3-ти), Палмър, Далмас и Роберто Морено минават с позиция напред. Тъй като Лола са записали само един болид за целия сезон и решението им да участват с два болида от Мексико, Далмас не взима точки.

## Класиране
| Поз   | No | Пилот             | Конструктор            | Обиколки | Време/Отпадане  | Място | Точки |
| ----- | -- | ----------------- | ---------------------- | -------- | --------------- | ----- | ----- |
| 1     | 28 | Герхард Бергер    | Ферари                 | 82       | 1:52:56.144     | 1     | 9     |
| 2     | 27 | Микеле Алборето   | Ферари                 | 82       | + 1:07.884      | 6     | 6     |
| 3     | 20 | Тиери Бутсен      | Бенетон-Форд           | 81       | + 1 Об.         | 5     | 4     |
| 4 (1) | 3  | Джонатан Палмър   | Тирел-Форд             | 80       | + 2 Об.         | 19    | 3     |
| 5 (2) | 29 | Яник Далмас       | Ларус-Форд             | 79       | + 3 Об.         | 21    | 0*    |
| 6 (3) | 14 | Роберто Морено    | АГС-Форд               | 79       | + 3 Об.         | 25    | 1     |
| 7     | 10 | Кристиан Данер    | Закспийд               | 79       | + 3 Об.         | 24    |       |
| 8     | 8  | Андреа де Чезарис | Брабам-БМВ             | 78       | Завъртане       | 10    |       |
| 9     | 5  | Рикардо Патрезе   | Уилямс-Хонда           | 76       | Теч-масло       | 7     |       |
| ДКФ   | 12 | Айртон Сена       | Лотус-Хонда            | 82       | Дисквалифициран | 4     |       |
| Отп   | 6  | Нелсон Пикет      | Уилямс-Хонда           | 58       | Спирачки        | 3     |       |
| Отп   | 16 | Иван Капели       | Марч-Форд              | 58       | Завъртане       | 23    |       |
| Отп   | 1  | Ален Прост        | Макларън-ТАГ-Порше     | 53       | Спирачки        | 2     |       |
| Отп   | 18 | Еди Чийвър        | Ероуз-Мегатрон         | 53       | Прегряване      | 11    |       |
| Отп   | 2  | Стефан Юхансон    | Макларън-ТАГ-Порше     | 48       | Спирачки        | 8     |       |
| Отп   | 19 | Тео Фаби          | Бенетон-Форд           | 46       | Спирачки        | 9     |       |
| Отп   | 23 | Адриан Кампос     | Минарди-Мотори Модерни | 46       | Трансмисия      | 26    |       |
| Отп   | 30 | Филип Алио        | Ларус-Форд             | 45       | Електро         | 17    |       |
| Отп   | 25 | Рене Арну         | Лижие-Мегатрон         | 41       | Запалване       | 20    |       |
| Отп   | 7  | Стефано Модена    | Брабам-БМВ             | 31       | Физически       | 15    |       |
| Отп   | 26 | Пиеркарло Гинзани | Лижие-Мегатрон         | 26       | Запалване       | 22    |       |
| Отп   | 11 | Сатору Накаджима  | Лотус-Хонда            | 22       | Хидравлика      | 14    |       |
| Отп   | 17 | Дерек Уорик       | Ероуз-Мегатрон         | 19       | Трансмисия      | 12    |       |
| Отп   | 9  | Мартин Брандъл    | Закспийд               | 18       | Двигател        | 16    |       |
| Отп   | 4  | Филип Стрейф      | Тирел-Форд             | 6        | Завъртане       | 18    |       |
| Отп   | 24 | Алесандро Нанини  | Минарди-Мотори Модерни | 0        | Инцидент        | 13    |       |
| НКв   | 21 | Алекс Кафи        | Осела-Алфа Ромео       | -        |                 | 27    |       |

## Класиране след състезанието
| Поз | Пилот           | Точки   |
| --- | --------------- | ------- |
| 1   | Нелсон Пикет    | 73 (76) |
| 2   | Найджъл Менсъл  | 61      |
| 3   | Айртон Сена     | 57      |
| 4   | Ален Прост      | 46      |
| 5   | Герхард Бергер  | 36      |
| 6   | Стефан Йохансон | 30      |
| 7   | Микеле Алборето | 17      |
| 8   | Тиери Бутсен    | 16      |
| 9   | Тео Фаби        | 12      |
| 10  | Еди Чийвър      | 8       |

| Поз | Конструктор        | Точки |
| --- | ------------------ | ----- |
| 1   | Уилямс-Хонда       | 137   |
| 2   | Макларън-ТАГ-Порше | 76    |
| 3   | Лотус-Хонда        | 64    |
| 4   | Ферари             | 53    |
| 5   | Бенетон-Форд       | 28    |
| 6   | Тирел-Форд         | 11    |
| 7   | Ероуз-Мегатрон     | 11    |
| 8   | Брабам-БМВ         | 10    |
| 9   | Лола-Форд          | 5     |
| 10  | Закспийд           | 2     |